# Stridsledningssäkerhet
Stridsledningssäkerhet, med förkortningen strilsäk, är ett svenskt samlingsbegrepp för verksamheter och förband (i synnerhet inom stridslednings- och luftbevakningsbataljonen) som skyddar flygvapnets stridsledningssystem. Strilsäks utrustning, taktik och uppträdande liknar andra säkerhetsförbands, till exempel Flygbassäkerhetstjänst.

## Uppgifter

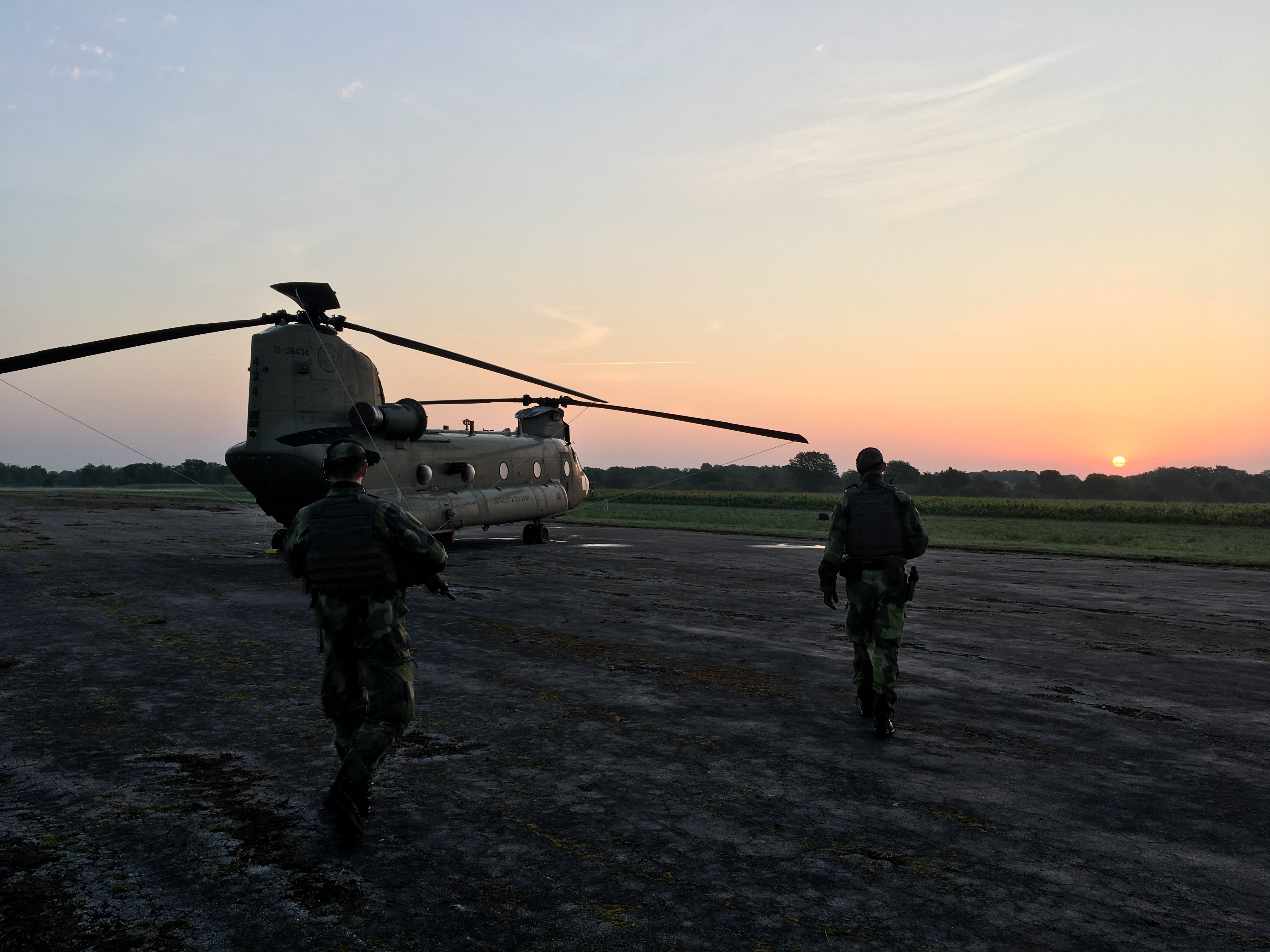
Soldater ur 1614.strilförsvarskompaniet skyddar amerikanska helikoptrar av typen Ch-47 Chinook under övning AURORA 17.

Strilsäk ansvarar för att skydda flygvapnets stridsledningssystem. I arbetsmetoderna ingår spaning, patrullering, tekniska sensorer, hundar med mera. Förbandens arbetssätt är delvis hemliga för att inte motståndare ska få reda på dem. Förbanden är aktiva i fredstid, under kriser samt i krig. De ska bland annat förhindra:
- Underrättelseinhämtning
- Sabotage
- Angrepp på land

I fredstid är syftet att förhindra organisationer att samla in information om flygvapnets stridsledningssystem på olagligt vis. I en kris eller konflikt är motståndarna bland annat sabotage- och specialförband. 

## Befattningar

### Säkerhetssoldat

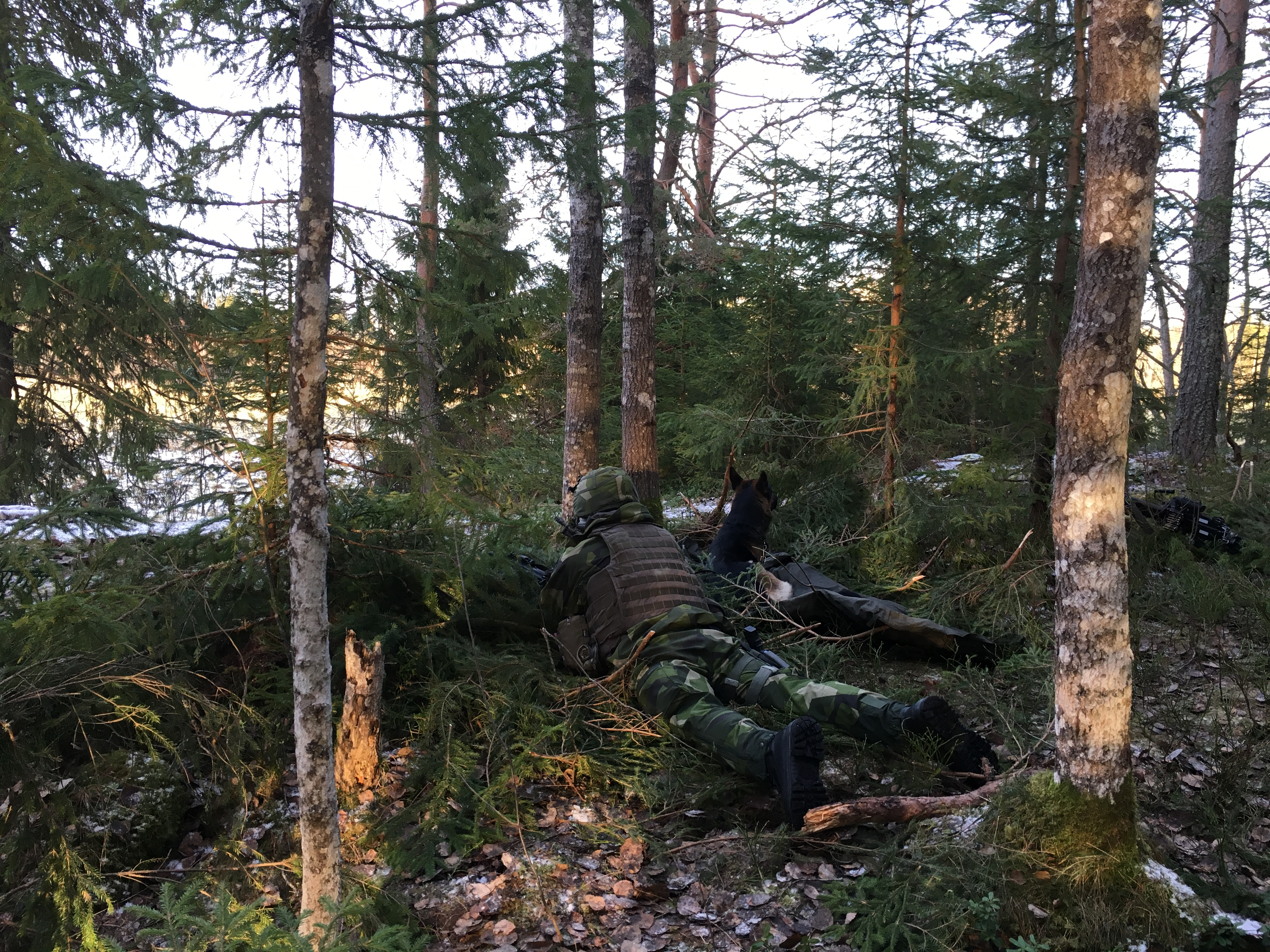
Hundförare ur 1614.strilförsvarskompaniet i stridsställning under övning.

Strilsäk ska kunna möta motståndare från special- och sabotageförband. Därför ställs särskilda krav på soldaternas fysiska förmåga, utbildning och uthållighet. I anställningsförfarandet ingår kompletterande prövningar, säkerhetsprövning och en längre intervju för att försäkra sig om att den sökande är lämplig för tjänsten. Säkerhetssoldater utbildas i grundläggande vapensystem som AK5C, KSP90 och pistol 88. Soldaterna utbildas även i grupp- och plutonsstrid. Utbildningen genomförs under alla delar av året och över hela Sverige. En utbildad säkerhetssoldat kan söka följande befattningar.

### Gruppchef
Gruppchefen leder en strilsäkgrupp. Eftersom grupperna är små och mycket rörliga ställs höga krav på gruppchefens självständighet, initiativrikedom och noggrannhet. Det finns också ställföreträdande gruppchefer. En gruppchef måste ha genomfört en gruppbefälsutbildning. 

### Hundförare
Hundföraren har hand om gruppens viktigaste sensor, hunden. En välövad hund med en bra hundförare har goda möjligheter att upptäcka personer. Utbildningen till hundförare är cirka ett halvår och kräver stort engagemang. Man lever och bor med hunden även utanför tjänsten.

### Stridssjukvårdare
Stridssjukvårdaren får utbildning inom sjukvård, för att kunna ta hand om sårade kamrater. Stridssjukvårdaren genomför praktiktjänstgöring vid sjukhus.

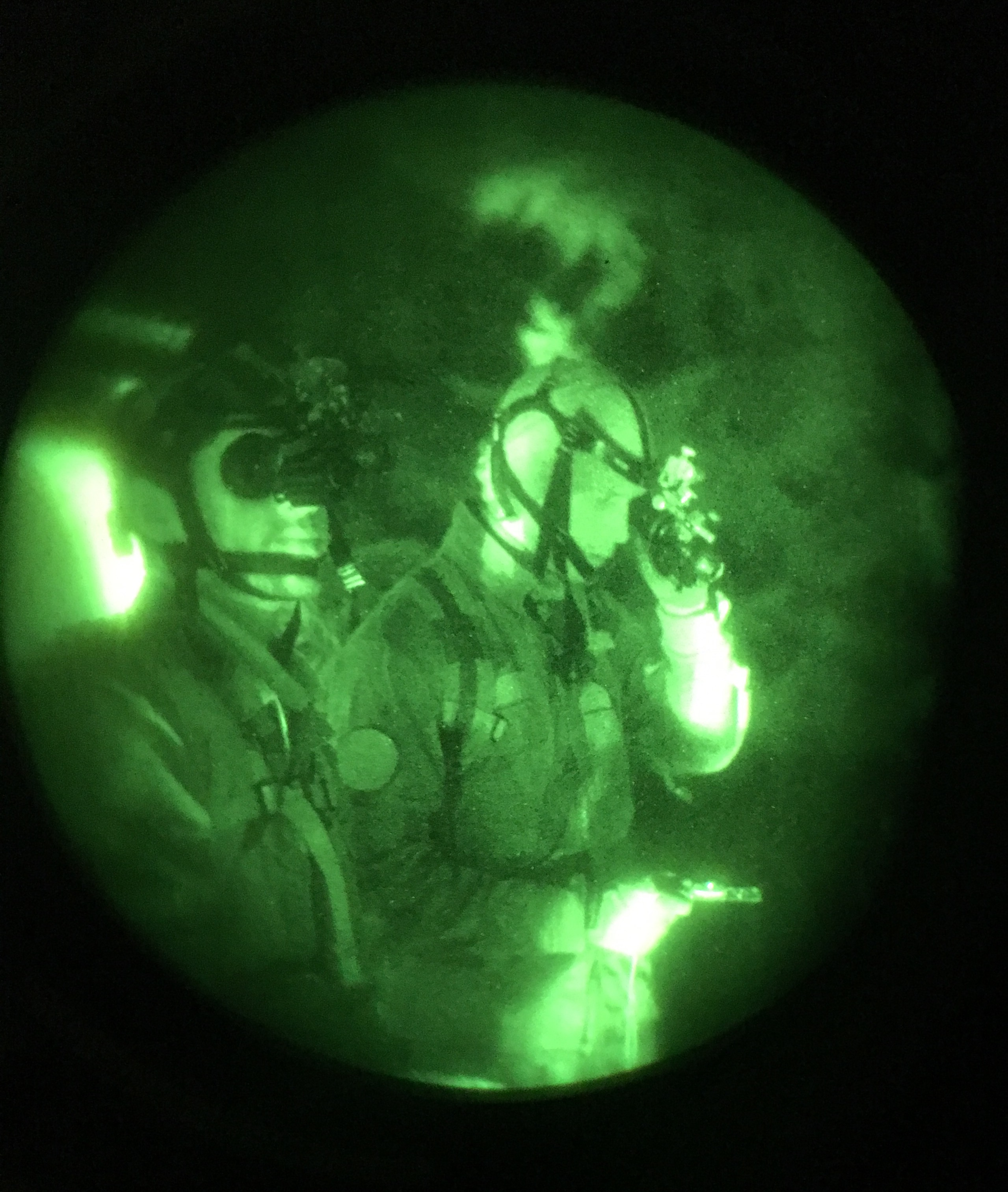
Soldater ur 1614.strilförsvarskompaniet utrustade med bildförstärkare mono 12 inför nattorientering.

### Understödsskytt
Understödsskytten är specialist på vapen och fordon. 

## Utrustning
Strilsäkförbanden har tillgång till modern utrustning, som bildförstärkare, olika understödsvapen, kroppsskydd, terrängbilar, snöskotrar, försvarsladdningar och minor, radiosystem med mera.